# Politique en Birmanie
Vous pouvez aider à l'améliorer ou bien discuter des problèmes sur sa page de discussion.
- Il ne respecte pas la neutralité de point de vue. Considérez son contenu avec précaution. Il est possible de préciser les sections non neutres en utilisant {{section non neutre}} et de souligner les passages problématiques avec {{passage non neutre}}. (Marqué depuis février 2021)

Vous pouvez aider à l'améliorer ou bien discuter des problèmes sur sa page de discussion.
- Il n’est pas rédigé dans un style encyclopédique. (Marqué depuis février 2021)
- Le résumé introductif est trop long. En l'état, il ne respecte pas les recommandations. Vous pouvez l'améliorer en le raccourcissant et/ou en déplaçant son contenu. (Marqué depuis février 2021)

Régime autoritaire, la Birmanie a été dirigée par une dictature militaire marxiste après le coup d'État de 1962. Le régime a été dominé de 1962 à 1988 par Ne Win, qui a occupé les postes de premier ministre, chef de l'État, et chef du parti unique de l'époque, le Parti du programme socialiste birman. La démission de Ne Win lors des évènements de 1988 a été suivie par la prise de pouvoir par une junte militaire, le Conseil d'État pour la restauration de la loi et de l'ordre, qui a pris en 1997 le nom de Conseil d'État pour la Paix et le Développement. Le travail forcé est une pratique courante. Les organisations internationales des droits de l'homme classent la Birmanie parmi les pires pays du monde en matière de libertés publiques : la liberté de la presse et les droits de l'homme n'existent pas, le pouvoir judiciaire n'est pas indépendant de l'exécutif et les partis d'opposition sont interdits.
Après l'indépendance avec l'Angleterre, la Tatmadaw (l'armée nationale) était la seule institution assez forte pour imposer son autorité sur un pays divisé.
Dotée d'un budget représentant environ 50 % du PNB, l'armée, forte de 400 000 hommes, n'a pourtant pas d'ennemi extérieur déclaré, malgré des tensions récurrentes avec la Thaïlande, qui conduisirent à des escarmouches à la frontière entre les deux pays. En plus de la protection extérieure, son rôle est de contrôler la population et elle participe à des missions de maintien de l'ordre et de répression au même titre que la police.
Le parti d'opposition mené par Aung San Suu Kyi (la Ligue nationale pour la démocratie ou LND) a remporté les élections législatives en mai 1990 avec plus de 80 % de voix en sa faveur, à la surprise de la junte militaire, qui espérait légitimer ainsi son pouvoir. Celle-ci a alors invalidé les élections. Le NLD lutte pour le retour de la démocratie dans le pays.
La junte a une position ambiguë envers l'opposante Aung San Suu Kyi, qui est très populaire dans le monde depuis son prix Nobel de la paix en 1991. Sa popularité et son statut de fille du héros national Aung San lui procurent une certaine protection, alors que la junte voudrait pouvoir se débarrasser de cette épine dans le pied. Face à ce dilemme, la junte l'a placée à plusieurs reprises en résidence surveillée. Le 4 mai 2009, un américain, John Yettaw, gagne sa résidence en traversant un lac à la nage. Il est hébergé pendant deux jours par Aung San Suu Kyi, entraînant leur arrestation et leur jugement. Aung San Suu Kyi est condamnée le 11 août 2009 à 18 mois d'assignation à résidence, à la suite d'un décret de Than Shwe réduisant la peine initiale de moitié. Ce jugement très controversé, la rendait inéligible pour les élections de 2010. Le 13 novembre, quelques jours après celles-ci, elle a été finalement libérée.
La politique mise en place par les généraux occasionne des migrations massives de certaines minorités, comme les Karens par exemple, vers la Thaïlande.
Le 18 octobre 2004, le Premier ministre, le général Khin Nyunt, a été « autorisé à prendre sa retraite pour raisons de santé » et assigné à résidence. Il a été remplacé par Soe Win, un « dur » tenu pour responsable de l’embuscade contre le convoi d’Aung San Suu Kyi en mai 2003. Khin Nyunt premier ministre depuis août 2003, supervisait les services secrets birmans depuis plus de vingt ans et était considéré comme un modéré. Son opposant au sein de la junte, le général Maung Aye, réputé très dur, qui occupait jusqu'alors les fonctions de vice-président du Conseil d'État pour la paix et le développement, est également chef d'état-major. Il est en concurrence pour le pouvoir avec le général Than Shwe, président de la junte et commandant en chef des forces armées.
Les sanctions économiques prises contre le régime militaire birman par la communauté internationale, dont les États-Unis, la Malaisie et les pays de l'Union européenne (la France y compris), n'ont eu que peu d'effet, ceci étant dû en grande partie à l'inventivité des collaborateurs de la Junte, comme à la volonté de nombreux pays asiatiques soucieux de continuer à promouvoir les échanges économiques avec la Birmanie et notamment en vue des profits générés par les investissements dans l'extraction des ressources naturelles du pays. On peut cependant dire que ces sanctions ont eu pour effet de mettre au chômage plus de 100 000 personnes, du jour au lendemain, qui travaillaient auparavant dans les usines textiles qui commençaient à émerger dans le pays. Beaucoup des jeunes filles qui travaillaient dans ce secteur sont allées grossir les rangs des prostituées de la capitale. Les sanctions semblent donc plus contribuer à un appauvrissement de la population qu'à une démocratisation du pays.
Dans la même logique que les sanctions, de nombreuses voix se sont élevées contre les sociétés comme Total investissant dans le pays et contre les voyageurs qui font fonctionner l'industrie du tourisme. Selon les démocrates, l'entrée de devises étrangères aiderait le gouvernement actuel et contribuerait à la généralisation du travail forcé.

## Déplacement de la capitale
La capitale a été déplacée en 2005 de Rangoon, située dans le delta de l'Irrawaddy, à Naypyidaw, 300 km à l'intérieur des terres. Les spéculations abondent quant aux raisons de ce déménagement brusque du gouvernement vers une ville pratiquement construite à partir de rien dans une région complètement isolée.
Selon les explications officielles, l'ancienne capitale de Rangoon était devenue trop étriquée ; de plus, la nouvelle capitale occupe un emplacement plus central, ce qui permettrait des liaisons plus faciles avec les différents endroits du pays. Certains observateurs ont fait le rapprochement avec l'ancienne coutume qu'avaient les nouveaux rois de construire une nouvelle capitale (la Birmanie en a compté une quinzaine au cours de son histoire). Le déplacement exprimerait une volonté de la junte d'asseoir sa légitimité par ce geste symbolique, d'où le nom de la nouvelle capitale, Nay Pyi Daw, qui signifie « Siège des Rois ».
D'autres estiment que le déplacement reflète la volonté du gouvernement de se protéger à la fois d'une invasion de l'extérieur et de mouvements populaires intérieurs, qui avaient ébranlé le pouvoir en 1988. En particulier, un journaliste indien, Siddharth Varadarajan, décrit après une visite de Nay Pyi Daw la nouvelle capitale comme « l'assurance ultime contre le changement de régime, un chef-d'œuvre d'urbanisme dessiné pour contrer toute tentative de révolution colorée — non par les tanks et les canons à eau, mais par la géométrie et la cartographie. » Le gouvernement semble en effet vouloir s'isoler, au point de limiter les moyens de communication.
Enfin, des raisons ésotériques semblent être entrées en ligne de compte. Depuis toujours, l'astrologie et le pouvoir ont été liés en Birmanie. Le mécontentement de 1988 était notamment lié au fait que Ne Win, écoutant son astrologue, avait décidé de remplacer tous les billets de banque par d'autres dont les valeurs étaient des multiples de 9, son chiffre porte-bonheur. Le déménagement vers Nay Pyi Daw s'étant fait à une heure précise, déterminée par le calendrier lunaire, il est possible que la décision de changer de capitale ait été influencée par les astrologues de la junte.

## Événements de 2007
Un mouvement national de protestation éclate en août 2007 et se poursuit tout au long du mois de septembre. Du fait du rôle primordial tenu par les moines dans ces événements ce soulèvement a pris malgré son échec le nom de révolution de safran, par allusion à la couleur de la robe des bonzes. Les manifestations ont commencé le 19 août à Rangoun pour dénoncer l'augmentation massive des prix des carburants et des transports en commun. Elles ont pris de l'ampleur à partir du 5 septembre 2007, où des moines bouddhistes ont été frappés à Pakokku par des miliciens de la junte, sans que ces violences soient suivies d'excuses officielles demandées par la All Burmese Monks Association. Dans toutes les grandes villes du pays des membres de la Ligue nationale pour la démocratie d'Aung San Suu Kyi, des étudiants et des autres personnes de toutes les catégories sociales ont rejoint les manifestations pacifiques des moines . Le mouvement a été brutalement réprimé à partir du 26 septembre 2007, l'armée opérant des rafles dans les monastères et opérant de nombreuses arrestations.

## Événements de 2008
En février, les autorités militaires annoncent la tenue d'un référendum pour valider des réformes constitutionnelles. D'après la Ligue nationale pour la démocratie, la nouvelle Constitution ne ferait que renforcer le pouvoir des autorités militaires. Le gouvernement militaire affirme, pour sa part, que la nouvelle Constitution établirait « une démocratie où fleurit la discipline ».
Le 2 mai 2008, un cyclone tropical de catégorie 4, Nargis, frappe très durement la Birmanie, en particulier la région de Rangoon. Quarante-huit heures avant le passage du cyclone, le service météorologique indien a informé les autorités de son arrivée mais l'information aurait été mal relayée dans le pays. Le bilan officiel fait état de plus de 130 000 morts ou personnes portées disparues. Les ONG sur place parlent de 2,5 millions de sans abris. Dans le chaos le plus total, l'aide humanitaire peine à arriver sur place, les visas n'étant pas délivrés suffisamment vite par la junte au pouvoir, qui rechigne à accepter l'aide internationale.
Le référendum a cependant eu lieu le 10 mai, avec un taux de participation officiellement supérieur à 98 %. Le Conseil d'État pour la Paix et le Développement a été officiellement dissous le 30 mars 2011, lors de l'intronisation de Thein Sein comme président de la République.

## Élections

### Élections de novembre 2010 et accession à la présidence de Thein Sein
Conformément à ce qu'avait annoncé la junte le 13 août 2010, des élections ont lieu le 7 novembre 2010 dans des conditions dénoncées comme une mascarade par les observateurs étrangers et l'opposition birmane. Son principal représentant, la Ligue nationale pour la démocratie (LND) d'Aung San Suu Kyi, refuse d'y participer. C'est donc sans surprise que Parti de la solidarité et du développement de l'Union (USDP), créé par la junte pour la représenter lors de ce scrutin, obtient 76,5 % des sièges sur l'ensemble des trois parlements. Le 4 février 2011, Thein Sein , premier ministre depuis  2007, est élu président de la République , par un comité composé de parlementaires et de militaires nommés par la junte. Celle-ci est dissoute le 30 mars 2011 et le généralissime Than Shwe prend sa retraite,.
Ce gouvernement civil, le premier depuis près de cinquante ans, mais qui comprend toujours des militaires, surprend par les signes d'ouverture et de libéralisation qu'il donne au long de l'année 2011. Aung San Suu Kyi, libre de ses mouvements depuis le 13 novembre 2010, parcourt le pays en août ; son parti, le LND, redevient légal le 13 décembre 2011. La censure de la presse et l'accès à Internet sont assouplis, le droit de faire grève et de se syndiquer sont votés (13 octobre 2011) ; une Commission nationale sur les droits de l'homme est créée. En octobre, 6359 prisonniers sont amnistiés pour "raisons humanitaires" dont, il est vrai, seulement 220 politiques, sur un total estimé à 2000. Par ailleurs, le 18 août, le président invite les groupes combattants des minorités ethniques à engager des pourparlers .  À la suite de ces avancées, Hillary Clinton se rend en Birmanie, où elle rencontre successivement le Chef de l'État et Aung San Suu Kyi, sans pour autant annoncer une levée de l'embargo qui pèse sur le pays depuis 1997. C'est la première visite d'un haut dirigeant américain depuis 1955 . Cette évolution de la politique extérieure s'est manifestée aussi par la suspension de la construction du barrage de Myitsone, financée principalement  par la Chine. Le 12 janvier 2012 un accord de  cessez-le-feu, le premier depuis l'ouverture des hostilités en 1948, est signé à 
Hpa-An, capitale de l'état Karen entre une délégation gouvernementale et des représentants de l'Union Nationale Karen . Le lendemain 651 prisonniers d'opinion sont libérés
.

### Élections législatives partielles de 2012
Des élections législatives partielles ont lieu le 1er avril 2012 pour pourvoir 45 sièges sur 664. Il s'agit d'un événement politique mineur en soi, mais d'une forte portée symbolique. Aung San Suu Kyi s'y présente en effet après une campagne où elle a sillonné le pays et provoqué l'enthousiasme. Malgré des irrégularités sur les listes électorales et un contrôle international insuffisant, le scrutin se déroule dans le calme. Aung San est élue ainsi que 40 (selon la commission officielle) ou 45 (selon le NLD) membres du NLD. Le Président Thein Sein a déclaré : « Le déroulement de ces élections est un franc succès » et Aung San : « Nous espérons que nous sommes à l'aube d'une ère nouvelle ».

### Élections législatives de 2015
En août 2015, Shwe Mann, le chef de file de l'USDP, le parti au pouvoir, est démis de ses fonctions. Certains avancent notamment comme raison son rapprochement récent avec Aung San Suu Kyi et ses positions vis-à-vis de la place de l'armée dans la politique birmane. Il est remplacé par le vice-président du parti Htay Oo mais se présentera cependant aux élections législatives dans sa conscription comme membre de l'USDP lors du scrutin de novembre 2015.

### Élections législatives de 2020
Les élections qui se sont tenues  le 8 novembre 2020 pour renouveler  la Chambre  Basse (   Pyithu Hluttaw  ou Chambre des représentants ) et la Chambre Haute ( Amyotha Hluttaw ou  Chambre  des nationalités ) ainsi que les assemblées d’État ( Pyi Ne ) (Kachin, Kayah, Kayin, Chin, Mon, Arakan, Shan)  ou  régionales ( Taing Detha Gyi ) (Sagaing, Taninthayi, Bago, Magway, Mandalay, Rangoun, Ayeyarwady ) ont abouti à une victoire triomphale du  NLD , le parti d'Aung San Suu Kyi, qui accroît sa majorité absolue avec 258  sièges à la Chambre Basse  et 138 à la Chambre haute,  gagnant au total six sièges par rapport aux Parlement élu en 2015 . Si l'on ajoute les voix obtenues par le NLD aux élections régionales ou d'Etat, il obtient 980 sièges sur les 1197 à pourvoir, soit 82,3% . L' USDP, son principal rival, et créé par la junte,  au pouvoir jusqu'à 2011, n'obtient que 71 sièges, soit 6,4%, résultat inférieur de 10% au précédent scrutin de 2015     .  Ce qui est inattendu, ce sont les résultats du NLD dans plusieurs des Etats habités par les ethnies minoritaires comme les Etats kachin, chin, kayah et mon où il a remporté presque toutes les voix 